# Offre publique de rachat d'actions
Ne doit pas être confondu avec Offre publique d'achat.
Une offre publique de rachat d’actions (OPRA) est une offre publique faite par une entreprise à ses actionnaires de racheter une partie (10 % maximum par an en France) des actions pour les annuler. C'est une opération de rachat d'actions par l'entreprise. Concrètement, l'entreprise verse aux actionnaires le montant correspondant aux actions rachetées.
Ce rachat n'est parfois proposé qu'à certains actionnaires, ceux-ci ayant alors moins de pouvoir et d'intérêts financiers dans l'entreprise. Cependant, ce rachat d'une fraction des actions est le plus souvent offert à tous les actionnaires, auquel cas, ils conservent tous les mêmes pouvoirs et intérêts financiers tout en ayant reçu le montant de ce rachat.

## Objectif
Pour utiliser les liquidités disponibles et afin d'augmenter le cours de leurs titres tout en recevant des liquidités, les actionnaires mettent en œuvre ces offres publiques de rachats d'actions (OPRA).
Le rachat d'actions affecte le nombre d'actions en circulation et s'accompagne souvent d'une hausse des cours. Le rachat d'actions ne distribue la liquidité de l'entreprise qu'aux actionnaires dont l'action est rachetée, contrairement aux dividendes qui concernent tous les actionnaires.
Le conseil d'administration (ou l'assemblée générale) de l'entreprise précise le prix auquel elle rachètera les actions, ainsi que le nombre d'actions qu'elle compte racheter et la période des rachats. Les actionnaires sont invités à proposer leurs titres pour le rachat.
Outre l'encaissement de liquidités, le rachat d'action permet aux actionnaires d'augmenter artificiellement leur bénéfice par action, ce qui est un indicateur de performance et est donc recherché par les investisseurs. Cette opération permet également aux actionnaires de contrôler les flux de capitaux et de se rendre moins vulnérables face aux éventuelles tentatives de rachat par des candidats actionnaires indésirables. Cela a également un effet positif et augmente le cours des actions de l'entreprise et récompense les actionnaires, qui augmentent ainsi leur richesse.

## Avantages

### Augmentation du bénéfice par action
L’intérêt d'une telle opération pour l'actionnaire est que le capital de l’entreprise diminue, ce qui augmente mécaniquement le bénéfice par action, et donc le dividende versé. On dit que l’opération est relutive, par opposition aux opérations dilutives qui diminuent le bénéfice par action et le montant du dividende servi par action. L’autre avantage est que cette opération fait augmenter mécaniquement le cours de l’action et permet de redonner une partie de la trésorerie aux actionnaires qui vendent tout ou partie de leurs titres.

### Apport de liquidité
Le rachat d'actions permet une restitution de liquidités aux actionnaires. Il s'agit alors d'une alternative, ponctuelle, au versement de dividendes.

### Avantage fiscal
Un rachat d'actions permet également d'optimiser le retour aux actionnaires lorsque la fiscalité sur les dividendes est plus élevée que la fiscalité sur les plus-values.
Pour les actionnaires, et toutes choses égales par ailleurs, le rachat d'actions est préférable au dividende lorsque le taux d'imposition des plus-values est plus faible que le taux d'imposition des dividendes.
| Pays               | Taux marginal maximum d'imposition des plus-values (2015) | Taux marginal maximum d'imposition des dividendes (2015) | Écart de taux d'imposition |
| ------------------ | --------------------------------------------------------- | -------------------------------------------------------- | -------------------------- |
| Corée du Sud       | 0.0%                                                      | 35.4%                                                    | +35.4%                     |
| Belgique           | 0.0%                                                      | 25.0%                                                    | +25.0%                     |
| Pays-Bas           | 0.0%                                                      | 25.0%                                                    | +25.0%                     |
| Slovénie           | 0.0%                                                      | 25.0%                                                    | +25.0%                     |
| Suisse             | 0.0%                                                      | 21.1%                                                    | +21.1%                     |
| Luxembourg         | 0.0%                                                      | 20.0%                                                    | +20.0%                     |
| Irlande            | 33.0%                                                     | 51.0%                                                    | +18.0%                     |
| Turquie            | 0.0%                                                      | 17.5%                                                    | +17.5%                     |
| République tchèque | 0.0%                                                      | 15.0%                                                    | +15.0%                     |
| Canada             | 22.6%                                                     | 33.8%                                                    | +11.2%                     |
| France             | 34.4%                                                     | 44.0%                                                    | +9.6%                      |
| Mexique            | 10.0%                                                     | 17.1%                                                    | +7.1%                      |
| Nouvelle-Zélande   | 0.0%                                                      | 6.9%                                                     | +6.9%                      |
| Israël             | 25.0%                                                     | 30.0%                                                    | +5.0%                      |
| Australie          | 24.5%                                                     | 27.1%                                                    | +2.6%                      |
| Chili              | 20.0%                                                     | 22.6%                                                    | +2.6%                      |
| Royaume-Uni        | 28.0%                                                     | 30.6%                                                    | +2.6%                      |
| Allemagne          | 25.0%                                                     | 26.4%                                                    | +1.4%                      |
| Danemark           | 42.0%                                                     | 42.0%                                                    | 0.0%                       |
| Suède              | 30.0%                                                     | 30.0%                                                    | 0.0%                       |
| États-Unis         | 28.6%                                                     | 28.6%                                                    | 0.0%                       |
| Portugal           | 28.0%                                                     | 28.0%                                                    | 0.0%                       |
| Norvège            | 27.0%                                                     | 27.0%                                                    | 0.0%                       |
| Italie             | 26.0%                                                     | 26.0%                                                    | 0.0%                       |
| Autriche           | 25.0%                                                     | 25.0%                                                    | 0.0%                       |
| Japon              | 20.3%                                                     | 20.3%                                                    | 0.0%                       |
| Islande            | 20.0%                                                     | 20.0%                                                    | 0.0%                       |
| Pologne            | 19.0%                                                     | 19.0%                                                    | 0.0%                       |
| Hongrie            | 16.0%                                                     | 16.0%                                                    | 0.0%                       |
| Espagne            | 27.0%                                                     | 24.0%                                                    | -3.0%                      |
| Finlande           | 33.0%                                                     | 28.1%                                                    | -4.9%                      |
| Grèce              | 15.0%                                                     | 10.0%                                                    | -5.0%                      |
| Estonie            | 21.0%                                                     | 0.0%                                                     | -21.0%                     |
| Slovaquie          | 25.0%                                                     | 0.0%                                                     | -25.0%                     |

## Désavantages
Cette opération peut avoir un effet bénéfique à court terme et attirer de nouveaux investisseurs. Cependant certains d'entre eux peuvent se montrer sceptiques quant à la solvabilité à long terme d'une entreprise. En effet, cette restitution de liquidités aux actionnaires, ordonnée par ceux-ci, peut obliger l'entreprise à emprunter et détourne dans tous les cas ces liquidités d'un usage plus "productif" (investissements) ou "social" (ex: prime au personnel).
Dans certains pays comme en France, des organismes de régulation tel l'AMF réglementent et contrôlent de près ces opérations afin d'éviter toute manipulation frauduleuse des cours boursiers par une entreprise.

## Histoire
Autorisé en France depuis 1998, le rachat d'actions y désigne l'action des actionnaires pour que leur entreprise leur « rachètent » leurs propres actions, décision prise donc par les actionnaires de l'entreprise à l'occasion d'une assemblée générale. Cette opération est autorisée par l'Autorité des marchés financiers à concurrence de 10 % du capital. Celles-ci peuvent y parvenir de deux façons :
- racheter leurs actions sur le marché boursier ;
- racheter les titres appartenant aux actionnaires à un cours supérieur à celui du marché.

L'année 2018 est une année record en termes de rachats d'action aux États-Unis, car les entreprises du S&P 500 rachètent pour 1038 milliards de dollars de leurs propres actions.